# Pavlohrad rajon
Pavlohrad rajon (ukrainsk: Павлоградський район, tr. Pavlohradskyj rajon) er et rajon (distrikt) i Dnipropetrovsk oblast i Ukraine. Det har et areal på 2.421 km2
og et befolkningstal på 173.300 (2020) indbyggere. Hovedbyen er byen Pavlohrad.